# 火の坂道
『火の坂道』（ひのさかみち）は、1983年にテレビ朝日系「土曜ワイド劇場」で放送されたテレビドラマ。主演は近藤正臣。

## キャスト
- 真下勝一（不動産会社勤務） - 近藤正臣
- 真下千江子（真下の妻・旭中央病院看護婦） - 岡江久美子
- 東田美也子（東田の後妻） - 中村れい子
- 斉田栄一（美也子の男） - 塩屋智章
- 山田基晴（医師） - 菅野忠彦
- 志賀（刑事） - 浜田寅彦
- 岩永（刑事） - 高峰圭二
- 東田ヒロコ（東田の妹） - 横山道代
- 平野純子（旭中央病院看護婦） - 棟里佳
- 隣人 - 宗方奈美
- 山田の妻 - 井口恭子
- 里見（旭中央病院医師） - 加島潤
- トラック運転手 - 吉田良全
- 勝一の営業先の客 - 渡辺紀行
- 美容師 - 攝祐子
- 不動産社員 - 榊原久美子
- 東田総平（弁護士） - 仲谷昇
- 土井一義、佐藤修三、石関聡、松原明子、遠藤暁子

## スタッフ
- 原作 - 小林久三『火の坂道』
- 脚本 - 猪又憲吾
- 監督 - 須川栄三
- 音楽 - 福井峻
- 制作 - テレビ朝日、松竹